# Гараган Лариса Миколаївна
Гарага́н Лари́са Микола́ївна (нар. 20 серпня 1946, м. Єнакієве Донецької області) — українська поетеса.

## Біографія
Гараган Лариса Миколаївна народилася 20 серпня 1946 в місті Єнакієве на Донеччині.
Перші вірші почала написала ще школяркою.
Одержавши диплом інженера-будівельника після закінчення Полтавського інженерно-будівельного інституту, почала працювати на курорті «Миргород», одночасно займаюючись поезією.

## Творчий доробок
Після цього, почала активно писати вірші, згодом і в столичному видавництві «Просвіта» побачили світ дві перші збірки поетеси під єдиною назвою «Сімейний альбом».
У збірці «Душа на сповіді», як і раніше, поетеса поєднала у своїх віршах мудрість зрілої людини й романтизм юної душі, духовні пошуки і близькі кожному життєві переживання[джерело?].
Наступні збірки Лариси Гараган «Как выглядит счастье», «Магия первой любви», «Лелеки повертаються» рясніють яскравими образами, що передають правду життя і мудрі закони природи, звертаючись до яких, люди можуть відчути вищу гармонію, досягти її[джерело?].
Сьома збірка «Войди в мой мир» — подорож у безмежний і прекрасний світ поетичної душі несе нове розуміння себе і того, заради чого цей світ існує[джерело?].
Поетична збірка «Журавли уносят лето» приваблює неповторністю образів, глибиною сприйняття буття і щирістю, які допомагають кожному поетичному слову достукатись до серця читачів[джерело?].
«Купальський вінок» — дев'ята збірка поезій Лариси Гараган, до збірки увійшли вірші семи нових поетичних циклів.
«Симфония дождя» — десята поетична збірка Лариси Гараган, яка допомагає побачити цілий світ в одній краплі, почути симфонію дощу і повторити її досконалість у віршах. До збірки увійшли вірші п'яти нових поетичних циклів[джерело?].
1. Гараган Л. Н. Семейный альбом. Сборник поэзии. Киев. «Просвіта», 2003—324 с.
2. Гараган Л. Н. Семейный альбом. Издание 2-е. Збірка поезії. Київ — Миргород. Київ. «Просвіта». —Миргород: Видавництво «Миргород» 2004—324 с.

ISBN 966-7115-34-8
3. Гараган Л. М. Душа на сповіді. Збірка поезії. Українською мовою. —Миргород: Видавництво «Миргород», 2005-94 с. ISBN 966-96557-0-6
4. Гараган Л. М. Как выглядит счастье. Збірка поезії. Російською мовою. —Миргород: Видавництво «Миргород» 2005—144 с. ISBN 966-96557-1-4
5. Гараган Л. М. Магия первой любви. Збірка поезії. Російською мовою. —Миргород: Видавництво «Миргород», 2007—144 с. ISBN 966-96557-7-3
6. Гараган Л. М. Лелеки повертаються. Збірка поезії. Українською мовою. —Миргород: Видавництво «Миргород», 2008—112 с. ISBN 978-966-2060-07-2
7. Гараган Л. М. Войди в мой мир. Збірка поезії. Російською мовою.—Миргород: Видавництво «Миргород», 2008—160 с. ISBN 978-966-2060-08-7
8. Гараган Л. М. Журавли уносят лето. Збірка поезії. Російською мовою. —Миргород: Видавництво «Миргород», 2010—152 с. ISBN 978-966-2060-08-9
9. Гараган Л. М. Купальський вінок. Збірка поезії. Українською мовою. —Миргород: Видавництво «Миргород». 2011. — 152 с. ISBN 978-966-2060-30-0
10. Гараган Л. М. Симфония дождя. Збірка поезії. Російською мовою. —Миргород: Видавництво «Миргород», 2011—124 с. ISBN 978-966-2060-35-5
11.. Гараган Л. Кольори почуттів. Збірка поезії. Українською і російською мовами. -Мирород: Видавництво "Миргород", 2016-380 с. ISBN 978-966-2060-99-7
12. Гараган Л. Душі віршовані рядки. Збірка поезії. Українською і російською мовами - Миргород. Видавництво "Миргород", 2018 - 155 с. ISBN 978-617-7451-30-2
13. Гараган Л. Мереживо життя. Збірка поезії. Українською і російською мовами -  Дніпро. Видавництво "Ліра", 2020 - 187 с. ISBN 978-966-981-399-2
14. Гараган Л. Відлуння душі. Збірка поезії. Українською і російською мовами - Дніпро. Видавництво "Ліра" 2020 - 151 с. ISBN 978-966–981-501-9

## Громадська діяльність
- Член журі міських літературних конкурсів м. Миргорода.
- Очолює літературне об'єднання «ДієСлово».
- Лауреат літературно-мистецької премії ім. А.Шевченка.